# Dmitrij Muratov
Dmitrij Andrejevič Muratov (rusky Дмитрий Андреевич Муратов, * 30. října 1961, Kujbyšev) je ruský novinář, spoluzakladatel a šéfredaktor ruského opozičního listu Novaja gazeta. V říjnu 2021 získal Nobelovu cenu za mír, spolu s filipínskou novinářkou Mariou Ressaovou.

## Život
Narodil se v dnešní Samaře (tehdy Kujbyšev). Vystudoval filologickou fakultu Samarské státní univerzity. Při studiu ho začala zajímat novinařina, byl i na brigádě v místních novinách. Po úspěšném vystudování univerzity sloužil v letech 1983 až 1985 v Sovětské armádě.

### Novinářská kariéra
V roce 1987 se přestěhoval do Moskvy a začal pracoval pro list Komsomolskaja pravda. Po diskusi o dalším směřování tohoto periodika, ve kterém jeho vize neuspěla, v roce 1992 redakci deníku opustil. S týmem kolegů pak založil list Novaja Ježednevnaja Gazeta, který se zabýval politikou, korupcí nebo válečnými zločiny v Čečensku. V obtížných začátcích listu finančně pomohl bývalý sovětský lídr Michail Gorbačov, který mu věnoval část z peněz, které obdržel společně s Nobelovou cenou za mír.
Na přelomu let 1994–1995 se Muratov jako zpravodaj věnoval první čečenské válce. V roce 1995 se stal šéfredaktorem listu, který získal současný název Novaja gazeta. V roce 2017 pozici šéfredaktora opustil, ale o dva roky později se do ní vrátil.
Muratov během téměř 30 let práce pro list Novaja gazeta zažil smrt šesti svých kolegů, kteří upadli v nemilost vládnoucího režimu. Jeho kolegyní byla např. kritička Vladimira Putina Anna Politkovská, zastřelena v Moskvě v roce 2006 (objednatel její vraždy nebyl nikdy dopaden). K dalším patřili Igor Domnikov († 2000), Viktor Popkov († 2001), Jurij Ščekočichin († 2003), Anastasija Baburovová († 2009) nebo Natalja Estěmirovová († 2009).

### Nobelova cena za mír
V roce 2021 získal Muratov Nobelovu cenu za mír; spolu s ním ji obdržela filipínská novinářka Maria Ressaová. Nobelův výbor ocenil jejich dlouhodobou novinářskou činnost v obtížných podmínkách a boj za svobodu slova.
20. června 2022 v New Yorku svou Nobelovu cenu vydražil za 103,5 milionu dolarů, které se rozhodl věnovat na pomoc ukrajinským dětem, uprchlým z Ukrajiny před ruskou agresí.
V roce 2023 byl ruským režimem zařazen na seznam „zahraničních agentů“.

### Politické názory
Muratov je roku 2004 členem liberální opoziční strany Jabloko, v roce 2011 za stranu kandidoval v místních volbách v Moskvě.
Kriticky se vyjadřuje k politice Vladimira Putina. V roce 2014 podepsal provolání kritizující ruskou anexi Krymu. V roce 2020 podepsal dopis na podporu dlouhodobě protestujících proti běloruskému prezidentovi Alexandru Lukašenkovi. V roce 2021 byl jedním z iniciátorů petice požadující propuštění opozičníka Alexeje Navalného.